# Guiraut Riquier

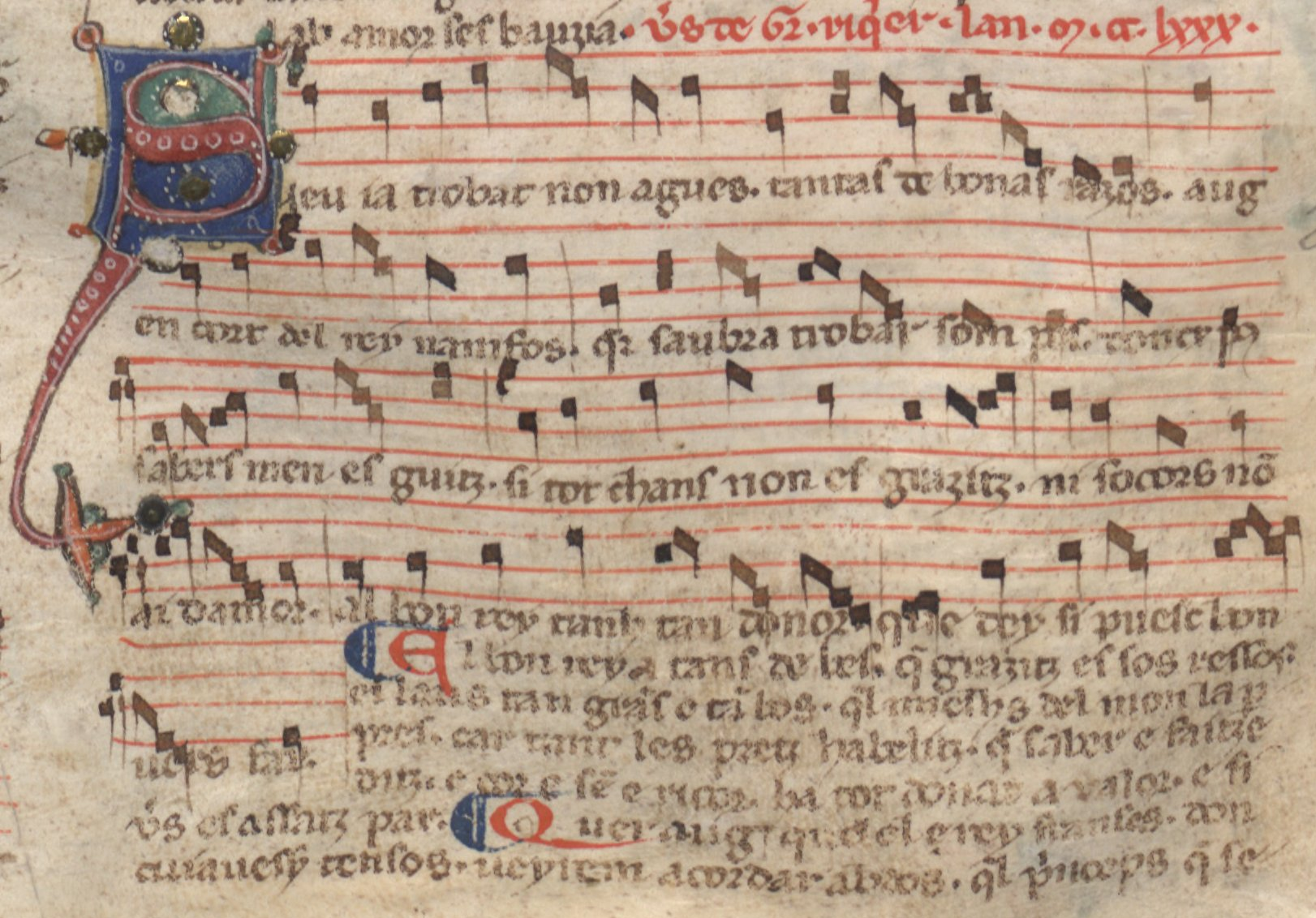
Canción de Riquier en un cancionero del.

Guiraut Riquier de Narbona (ca. 1230 en Narbona - 1292 en Narbona o en Rodez) fue uno de los últimos trovadores occitanos. Es bien conocido por su gran cuidado al escribir sus obras y mantenerlas juntas: la Enciclopedia Grove lo considera un "antólogo" de sus propias obras.
Sirvió bajo Aimery IV, Vizconde de Narbona, así como Alfonso X el Sabio, Rey de Castilla. También se cree que trabajó con Enrique II, conde de Rodez. Compuso un partimen con el trovador judío Bonfilh.
Guiraut Riquier, Codolet y Miquel de Castillon compusieron un torneado (un reparto entre tres escritores). Codolet o Codolen se identifica probablemente con Raymundus de Codolet, definido como civis Narbone (ciudadano de Narbona), originario de Codolet, cerca de Pont-Saint-Esprit.

## Obra
- Guiraut Riquier: Humils, forfaitz, repres e penedens... in Dietmar Rieger, ed. & transl., Mittelalterliche Lyrik Frankreichs 1. Lieder der Trobadors. Zweisprachig Provençalisch – Deutsch. Reclams Universal-Bibliothek No. 7620, Stuttgart 1980 (Guiraut: p. 288 – 233, commentary from Rieger 314–316, Literature) ISBN 3-15-007620-X In German and Occitan